# Eilenburg
Eilenburg (górnołuż. Jiłow) − miasto we wschodnich Niemczech, w kraju związkowym Saksonia, w okręgu administracyjnym Lipsk, w powiecie Nordsachsen, nad rzeką Mulda. Siedziba związku gmin Eilenburg-West. Liczy ok. 16,7 tys. mieszkańców.
W Eilenburgu krzyżują się dwie drogi krajowe B87 i B107. Znajdują się tutaj stacje kolejowe Eilenburg i Eilenburg Ost.

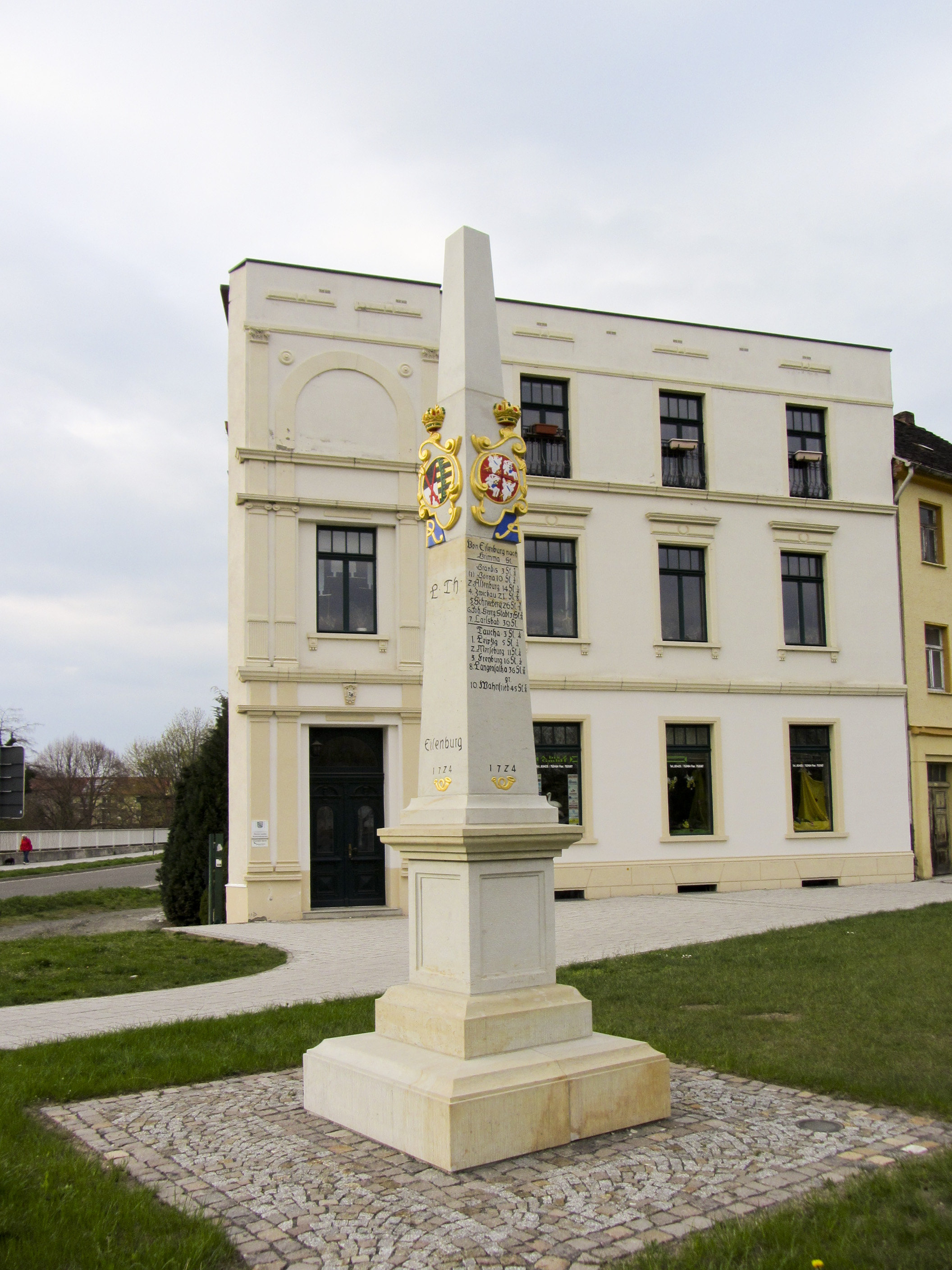
Słup dystansowy poczty polsko-saskiej z 1724 roku

W latach 1697–1706 i 1709–1763 Eilenburg wraz z Elektoratem Saksonii był połączony unią z Polską, a w latach 1807–1815 wraz z Królestwem Saksonii unią z Księstwem Warszawskim. O unii przypomina pocztowy słup dystansowy z herbami Polski i Saksonii, postawiony za panowania króla Augusta II Mocnego.

## Gospodarka
W mieście rozwinął się przemysł chemiczny, maszynowy, drzewny oraz spożywczy.

## Współpraca
Miejscowości partnerskie:
- Anjalankoski, Finlandia
- Butzbach, Hesja
- Igława, Czechy
- Rawicz, Polska
- Tyraspol, Mołdawia

## Osoby urodzone w Eilenburgu
- Franz Abt – niemiecki kompozytor